# Göran Nicklasson
Göran Nicklasson (ur. 20 sierpnia 1942, zm. 27 stycznia 2018) – szwedzki piłkarz występujący na pozycji pomocnika.

## Kariera klubowa
Przez całą karierę piłkarską Nicklasson był związany z klubem Göteborg.

## Kariera reprezentacyjna
W reprezentacji Szwecji Nicklasson zadebiutował 24 września 1969 w wygranym 2:0 towarzyskim meczu z Węgrami. W 1970 roku został powołany do kadry na mistrzostwa świata. Zagrał na nich w meczach z Włochami (0:1) oraz Urugwajem (1:0). Z tamtego turnieju Szwecja odpadła po fazie grupowej. W latach 1969–1970 w drużynie narodowej Nicklasson rozegrał w sumie 8 spotkań i zdobył 1 bramkę.